# Żakowice (przystanek kolejowy)
Żakowice – przystanek kolejowy w Żakowicach, w województwie łódzkim, w Polsce. Zmodernizowany w 2007 roku (perony i tory). Odjeżdżają z niego pociągi na linii Skierniewice – Koluszki – Łódź Fabryczna/Łódź Kaliska oraz Częstochowa – Łódź Fabryczna. W pobliżu (ok. 200 m) znajduje się przystanek Żakowice Południowe.

## Ruch pasażerski
| Rok  | Wymiana pasażerska na dobę |
| ---- | -------------------------- |
| 2017 | 200-599                    |
| 2022 | 500-799                    |